# Przypkowski
Przypkowski, Przypkowska – rzadkie polskie nazwisko, w Polsce nosi je mniej niż 50 osób.
Osoby noszące to nazwisko:
- Andrzej Przypkowski (1930–2013) – polski pisarz i publicysta.
- Feliks Przypkowski (1872–1951) – polski astronom i meteorolog amator.
- Jan Józef Przypkowski (1707–1758) – astronom, matematyk, wydawca kalendarzy, profesor Uniwersytetu Krakowskiego
- Samuel Przypkowski (ok. 1592–1670) – polski pisarz religijny i polityczny, działacz braci polskich, poeta.
- Tadeusz Przypkowski (1905–1977) – bibliofil, miłośnik grafiki i heraldyki, fotografik, twórca ekslibrisów, kolekcjoner.